# Runinská kotlina
Runinská kotlina je geomorfologickou částí podcelku Bukovce.  Leží v jejich severní části, přibližně 15 km severovýchodně od města Snina v stejnojmenném okrese. 

## Vymezení
Kotlina se nachází ve střední části Bukovských vrchů, stejně tak ve střední části podcelku Bukovce. Vnitrohorskou kotlinu oválného tvaru obklopuje jen mateřský podcelek a v jejím centru leží obec Runina. 
Leží v povodí říčky Ulička, která sice teče jižním okrajem na západ, ale zanedlouho se stáčí jihovýchodním směrem a vede na Ukrajinu k řece Uh. Na území Runinské kotliny přibírá několik menších přítoků, z nich nejvýznamnější je Poloninský a Runinský potok. Přístup do kotliny vede údolím Uličky přes Topoľu po silnici III/3848, odbočující z II/558 (Stakčín - Ulič). 

## Chráněná území
Runinská kotlina leží na území Národního parku Poloniny, přestože právě kotlina s okolím obce Runina je z chráněné oblasti vyňata. Severně od kotliny se v pohraničním pásmu nachází národní přírodní rezervace Jarabá skala a Plaša . 

## Turismus
Tato část Bukovských vrchů patří mezi klidnější oblasti. Z Runiny vede  modře značený chodník přes Ruské do Ruského sedla, kde se připojuje na  červeně značenou Mezinárodní dálkovou turistickou trasu E8 a Východokarpatskou magistrálu. Severovýchodním směrem vede z obce do sedla pod Ďurkovcom (1 120,0 m n. m.) na pohraničím vedoucí Východokarpatskou magistrálu též   zeleně značený chodník.